# Азійський трионікс плямистий
Азійський трионікс плямистий (Nilssonia hurum) — вид черепах з роду азійський трионікс родини трикігтеві черепахи. Інші назви «черепаха—павич», «прикрашений трионікс».

## Опис
Загальна довжина карапаксу сягає 60 см. Голова велика, дещо витягнута. Шия помірно довга. У дорослих черепах панцир більш овальний, ніж у черепашенят. Лапи сильні та кремезні з перетинками.
На темно—оливковому карапаксі розташовані круглі плями або кола більш темного кольору, а також безліч жовтуватих плям розташовані по краю панцира. Він стає з віком все більш темним. Голова світло—маслинова з малюнком у вигляді хреста зі світлими дрібними цятками. Пластрон переважно сірого кольору. Колір шкіри коливається від оливкового до зеленого.

## Спосіб життя
Полюбляє річки, стариці, струмки, озера, ставки. Активний як вдень, так й вночі. Харчується рибою, безхребетними та молюсками.
Залицяння самців дуже агресивні і можуть пошкодити самиць або інших самців-конкурентів. Відкладання яєць відбувається у зимові місяці. Самиця відкладає до 20 яєць, які мають сферичну форму та тверду шкаралупу.
Часто тримають у тераріумах. Довгий час трималися в акваріумах в храмі в Пурі, штат Орісса (Індія), де їх годували рисом та солодощами, ці черепахи були досить приручені і приходили годуватися, коли їх кликали.

## Розповсюдження
Мешкає у басейни річок Брахмапутра і Ганг в Індії, Пакистані, Бангладеш та Непалі.